# Sune – Kaos i fredagsmyset
Sune – Kaos i fredagsmyset, är en svensk familjeföreställning som hade premiär den 27 november 2015 på Annexet vid Globen. Manuset är skrivet av författarduon Anders Jacobsson och Sören Olsson, och för regin står Morgan Alling. Såväl Alling själv som William Ringström, som medverkar i de tre senaste Sune-filmerna som pappa Rudolf respektive Sune, medverkar även i denna föreställning. Dock är skådespelarna som spelade rollerna som Karin, Håkan och Anna utbytta.

## Handling
Fredagsmyset blir inte helt som planerat för familjen Andersson, när de plötsligt får oväntat besök av flera främlingar.

## Rollista (i urval)
- William Ringström - Sune
- Morgan Alling - Rudolf
- Mirja Turestedt - Karin
- Happy Jankell - Anna
- Göran Gillinger - Jean
- Måns Nathanaelson - Glenn
- Sandra Caménisch - Kitty
- Kassel Ulving - Håkan
- Bastian Lönner - Håkan
- Felicia Cedergren - Bea
- Clara Wettergren - Bea
- Sara Persson - Gunnel
- Axel Mattson - Sune
- Jesper Isaksson - Jan

### Fotnoter
1. ↑  ”Händer i helgen”. Dagens nyheter. 28 november 2015. http://www.dn.se/arkiv/dn-stockholm/hander-i-helgen-13. Läst 1 december 2015.